# غند ملا عيسى
غند ملا عيسی هي قرية في مقاطعة أشنوية، إيران. يقدر عدد سكانها بـ 965 نسمة بحسب إحصاء 2016.